# Michael O'Keefe
Michael O'Keefe est un acteur et réalisateur américain né le 24 avril 1955 à Mount Vernon, New York (États-Unis).

## Biographie
Michael O'Keefe est surtout connu pour son rôle de Fred dans la sitcom Roseanne.

## Filmographie

### Acteur

#### Cinéma
- 1978 : Sauvez le Neptune (Gray Lady Down) : Harris
- 1979 : The Great Santini : Ben Meechum
- 1980 : Le Golf en folie (Caddyshack) : Danny Noonan
- 1982 : Split Image : Danny 'Joshua' Stetson
- 1983 : Les Pirates de l'île sauvage (Nate and Hayes) : Nathaniel Williamson
- 1984 : Cash-Cash (Finders Keepers) : Michael Rangeloff
- 1985 : Match à deux (The Slugger's Wife) : Darryl Palmer
- 1986 : The Whoopee Boys : Jake Bateman
- 1987 : Ironweed : Billy Phelan
- 1989 : The First Year
- 1990 : Visions en direct (Fear) : Jack Hays
- 1991 : Out of the Rain : Frank Reade
- 1992 : Me and Veronica : Michael
- 1994 : Kangaroo Court
- 1994 : A Touch of Love (Nina Takes a Lover) : Journalist
- 1995 : Trois vœux (Three Wishes) : Adult Tom
- 1996 : Edie & Pen : Ken
- 1996 : Les Fantômes du passé (Ghosts of Mississippi) : Merrida Coxwell
- 2000 : Juste une nuit (Just One Night) : Wayne
- 2001 : The Pledge : Duane Larsen
- 2001 : Herman U.S.A. : Dennis
- 2001 : La Prison de verre (The Glass House) : Dave Baker
- 2001 : Prancer Returns (vidéo) : Mr. James Klock
- 2002 : Une nana au poil (The Hot Chick) : Richie Spencer
- 2003 : The Inner Circle de Goran Gajic (en) : Jack Scott
- 2003 : Delusion : Magritte
- 2008 : Frozen River : Finnerty
- 2019 : Apprentis Parents : Jerry
- 2021 : Dans les angles morts (Things Heard & Seen) de Shari Springer Berman et Robert Pulcini : Travis Laughton

#### Télévision
- 1975 : Friendly Persuasion (TV) : Josh Birdwell
- 1976 : L'Affaire Lindbergh (The Lindbergh Kidnapping Case) (TV) : Terry Long
- 1976 : Panache (TV) : Horseman
- 1978 : The Dark Secret of Harvest Home (feuilleton TV) : Worthy Pettinger
- 1980 : Rumeurs de guerre (en) (A Rumor of War) (TV) : Lt. Walter Cohen
- 1988 : Unholy Matrimony (TV) : Dr Cassius William 'Bill' Sander
- 1988 : Disaster at Silo 7 (TV) : Sgt. Mike Fitzgerald
- 1989 : Bridge to Silence (TV) : Dan
- 1990 : Trop jeune pour mourir (Too Young to Die?) (TV) : Mike Medwicki
- 1990 : In the Best Interest of the Child (TV) : Walt Colton
- 1990 : Against the Law (série télévisée) : Simon MacHeath
- 1992 : Middle Ages (série télévisée) : Ron Steffey
- 1994 : Randonnée infernale (Incident at Deception Ridge) (TV) : Jack Bolder
- 1996 : L'Angoisse d'une mère (The People Next Door) TV) : Garrett James
- 1999 : Vote sous influence (Swing Vote) (TV)
- 2001 : New York, police judiciaire : Cally et Donald Lonegan (saison 11, épisode 21)
- 2001 : New York, section criminelle : Père Michael McShale (saison 1, épisode 4)
- 2002 : New York, unité spéciale : officier Al Marcosi (saison 3, épisode 14)
- 2003 : La Loi d'une mère (Defending Our Kids: The Julie Posey Story) (TV) : Mike Harris
- 2004 : New York, unité spéciale : Ronald McCain (saison 6, épisode 5)
- 2007 : Esprits criminels : Dr Stan Howard (saison 3, épisode 3)
- 2007 : New York, section criminelle : Dr. Eli Rush (saison 7, épisode 2)
- 2009 : Ghost Whisperer : Dr Byrd (Saison 4, épisodes 17 & 18)
- 2011 : Too Big to Fail : Débâcle à Wall Street (Too Big to Fail) (TV) : Chris Flowers
- 2013 : King and Maxwell (série télévisée) : Frank Rigby, l'agent du FBI.
- 2016 : New York, unité spéciale : Père Eugene O'Hanigan (saison 17, épisodes 17 et 18)

### Réalisateur
- 1997 : Raising the Ashes